# State Fair Park
In het State Fair Park bevond zich de onoverdekte kunstijsbaan van West Allis, Wisconsin. Van 1967 tot 1991 werden er wedstrijden gehouden. Daarna werd de ijsbaan verbouwd, overdekt gemaakt en is het onderdeel geworden van de Pettit National Ice Center.
Op ijsbaan "State Fair Park" werden de eerste wereldkampioenschappen sprint op de schaats gehouden. De Russen Valeri Moeratov en Ljoedmila Titova werden op deze kampioenschappen wereldkampioen sprint.
Het park heeft verder een motorsportracebaan, de Milwaukee Mile genaamd. Op deze 1,66 km (1.032 mijl) lange ovale baan worden sinds 1903 wedstrijden georganiseerd.

## Grote kampioenschappen
1970 - WK sprint
1970 - WK allround vrouwen
1980 - WK sprint
1987 - WK allround vrouwen
1988 - WK sprint